# Ihor Pawljuk

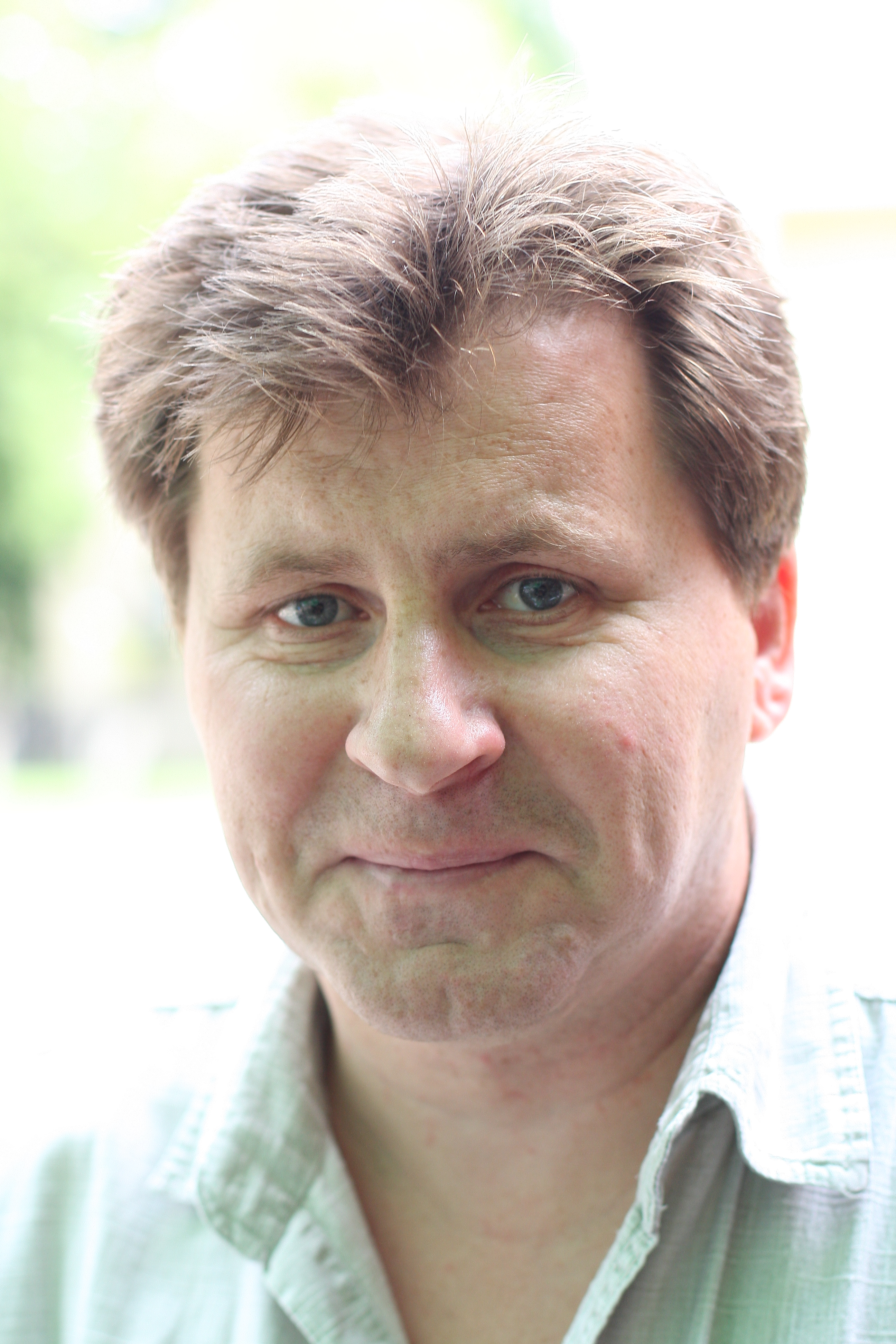
Ihor Pawljuk (2009)

Ihor Synowijowytsch Pawljuk (ukrainisch І́гор Зино́війович Павлю́к; * 1. Januar 1967 in Uschowa, Oblast Wolyn, Ukrainische SSR) ist ein ukrainischer Autor.
 Ihor Pawljuk ist der Gewinner des englischen P.E.N. Club Award 2013, Gewinner des Schweizer Literaturpreises, Internationaler Literaturpreis benannt nach Leonardo da Vinci (2024).
Ihor Pawljuk besitzt einen Doktortitel in Sozialkommunikation.

## Leben
Ihor Pawljuks Mutter starb 10 Tage nach seiner Geburt. Er wuchs bei seinen Großeltern mütterlicherseits in der Stadt Chełm auf.
Pawljuk studierte an der Militärakademie am Institut für Ingenieurwesen in Sankt Petersburg, wo seine Karriere als Schriftsteller begann. Wegen des Inhalts einiger seiner Gedichte wurde er zu Strafarbeit in der Taiga verurteilt. Dort setzte er fort zu dichten, erfüllt von Sehnsucht nach seiner ukrainischen Heimat. Von 1986 bis 1992 studierte Ihor Pawljuk in Lwiw an der Fakultät für Journalistik an der Nationalen Iwan-Franko-Universität und arbeitete als Reporter für die religiöse Presse und den Rundfunk.
Seit 1987 wohnt er in Lwiw, hat aber seit 2003 eine Arbeitsstelle in Kiew.
Er ist Teilnehmer internationaler Literaturfestivals in Estland, Georgien, Belarus, den Vereinigten Staaten, Polen, in der Türkei und in Irland. Außerdem ist er Autor von internationalen Veröffentlichungen über Wolynien.
Seine Werke wurden in mehrere Sprachen übersetzt.
Ihor Pawljuks Gedichte wurden in namhaften Zeitschriften in der ganzen Welt veröffentlicht, z. B. in Envoi, Acumen, The Apple Valley Review, Barnwood International Poetry Mag, Muddy River Poetry Review, Le zaporogue und in russischer Sprache in Literary Gazette (Литературной газете).

## Werke
Poesie
- Inseln der Jugend (1990) Острови юності
- Kein Wind von hier (1993) Нетутешній вітер
- Stimme vom Tagmond (1994) Голос денного Місяця
- Gläserne Taverne (1995) Скляна корчма
- Allergie gegen Ewigkeit (1999) Алергія на вічність
- Das Element (2002) Стихія
- Männliches Wahrsagen (2002) Чоловіче ворожіння
- Der Engel (oder) Englisch? (Gedichte von Ihor Pavlyuk in englischer Sprache) (2004)
- Magma (2005) Магма
- Rebellion (2006) Бунт
- Kammerton (2007) Камертон
- Lyrik (2008) Лірика
- Ukraine im Rauch (2009) Україна в диму
- Stratosphäre (2010) Стратосфера
- Herbstspinnchen fassend («Catching Gossamers») (2011) Ловлячи осінні павутинки
- Ein Flug über das Schwarze Meer, (USA), EC Publishing LLC, (Політ над Чорним морем), 2019
- Arthania, (USA), Dorrance Publishing Company, (Артанія), 2020
- Erlöser (2021) Спас

Prosawerke
- Biographie des Baumes vom Stamm der Dichter (2003) Біографія дерева племені поетів
- Verbotene Blühe (2007) Заборонений цвіт
- Das Wachsen der Diamanten (2016) Вирощування алмазів

Sachliteratur
- Künstler – Macht – Presse: historisch-typologische Analyse (1997) Митець – Влада – Преса: історико-типологічний аналіз
- Diagnostik und Prognostik der Lüge: Exkurse in die Theorie der Kommunikation (2003) Діагностика і прогностика брехні: екскурси в теорію комунікації
- Schriftsteller in der Presse (2010) Письменники у пресі